# DSG (převodovka)

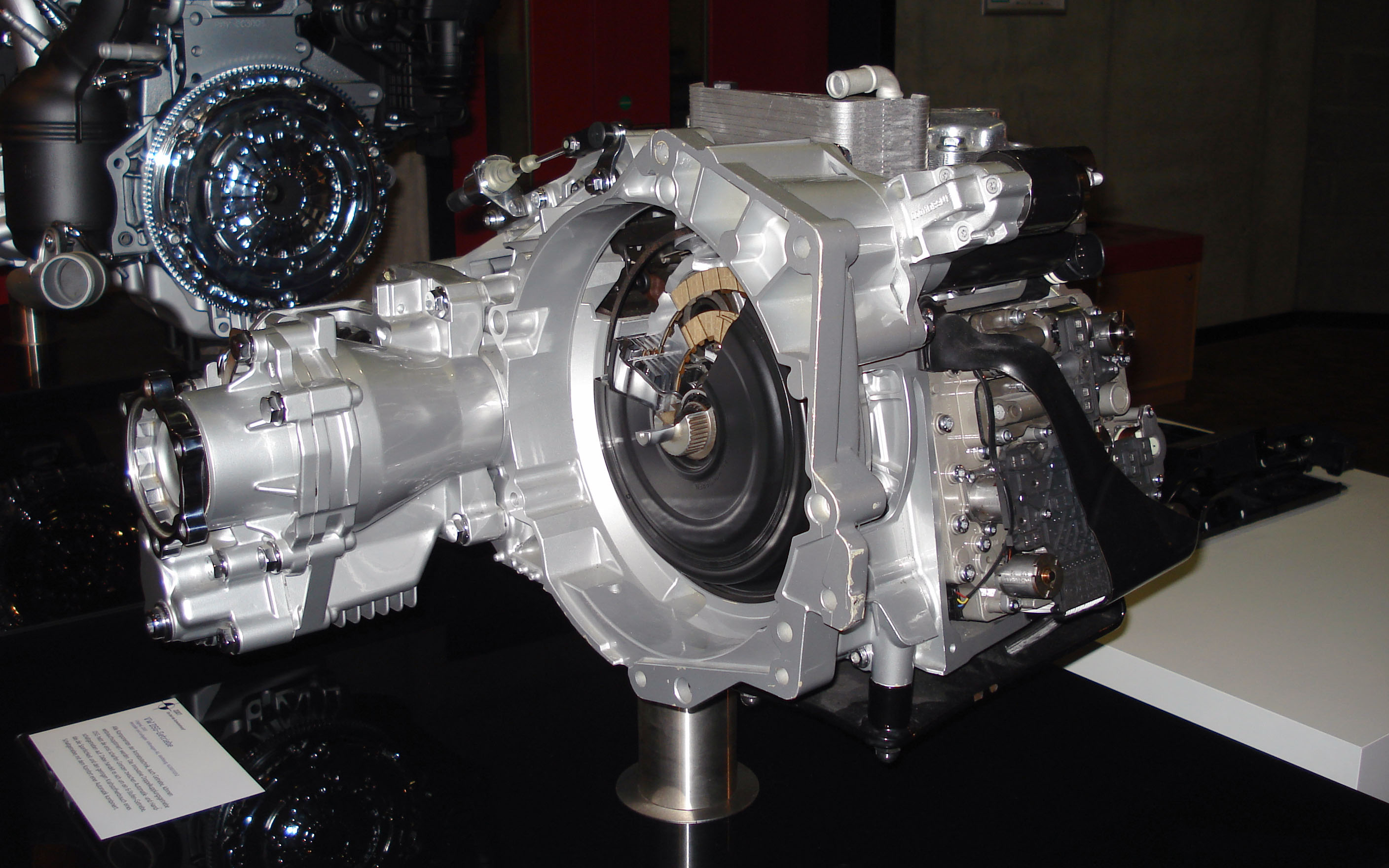
Řez 6-rychlostní automatickou převodovkou DSG

Automatická převodovka DSG (německy DSG, Direktschaltgetriebe, anglicky DSG, Direct Shift Gearbox) je automatická převodovka, u které je hydrodynamický měnič točivého momentu nahrazen dvěma spojkami. Rychlé přepínání dvou spojek má umožnit plynulé řazení. 
Automobilka Audi začala v modelovém roce 2007 používat pro tuto převodovku označení S tronic.

## Princip DSG automatické převodovky
Převodovka má dvě spojky a dvě hřídele. Obě mají stejnou osu – jedna z hřídelí je dutá a druhá jí prochází. Každá hřídel má své rychlosti; na jedné jsou rychlosti liché, na druhé sudé.
Každou hřídel ovládá jiná spojka. Díky dvěma odděleným hřídelím může DSG automat propojit kola s motorem a přitom už mít nachystanou rychlost, která bude následovat. Při jízdě například na trojku už je zařazená čtyřka, přičemž je ale jen „nachystaná“ a její hřídel je od pohonu odpojená. Jakmile je čtyřka potřeba, rozpojí spojky liché hřídele a spojí sudé hřídele. Velmi rychle se tak změní tok točivého momentu – z liché na sudou hřídel. Hned potom si převodovka nachystá další rychlost, tedy pětku.

## Rozdíly mezi 6stupňovou a 7stupňovou DSG převodovkou
Existuje rozdíl mezi starší 6stupňovou DSG a novější 7stupňovou DSG převodovkou. U 6stupňové DSG je spotřeba teoreticky vždy vyšší (jak u vznětových, tak i zážehových motorů) – u běžných vozů střední třídy se uvádí[zdroj?] zvýšení spotřeby o cca 1 litr. Je to dáno spojkami, které jsou chlazeny v olejové lázni. Olej je sice účinný pro chlazení, nicméně klade odpor, který vede ke ztrátě energie, a to se projeví vyšší spotřebou paliva. 
Co se týče převodovky sedmistupňové DSG, tak zde je kombinovaná spotřeba u benzinových motorů udávána[zdroj?] dokonce nižší než u manuální převodovky. U naftových motorů je spotřeba uváděna téměř stejná, nebo jen nepatrně vyšší. Této úspornosti paliva je dosaženo suchými spojkami, DSG převodovky jsou bez olejové náplně.

## Konstrukce
DSG se skládá ze dvou dílčích převodovek. Obě dílčí převodovky jsou konstruovány jako mechanické převodovky a každé z nich náleží jedna vícelamelová spojka. Obě spojky pracují ve speciálním oleji pro automatické převodovky DSG. Jsou ovládány z mechatroniky a spínají a rozepínají podle toho, jaký rychlostní stupeň má být zařazen. První z nich spíná rychlostní stupně 1, 3, 5, (7) a zpětný chod a druhá 2, 4 a 6. Vždy je činná pouze jedna převodovka. Ve druhé je již zařazený rychlostní stupeň, ale její spojka není sepnutá. Laicky řečeno na příkladu – automobil jede se zařazeným 3. rychlostním stupněm (zařazený první převodovkou) a na druhé převodovce je již zařazený 4. stupeň a je připraven k sepnutí příslušnou spojkou, až to bude potřeba. 
Dvouspojkové převodovky jsou velice náročné na software.[zdroj?] Elektronika zajišťuje rozjezdy (v závislosti na stlačení pedálu plynu a na rychlosti vozu spojuje a rozpojuje spojky), i samotné řazení (analyzuje jízdní styl řidiče a stav vozidla a podle toho předpřipravuje nejpravděpodobnější budoucí požadovaný rychlostní stupeň). Rozvoj převodovek typu DSG byl umožněn až novější elektronikou, která umožnila ovládat řazení převodovek.[zdroj?]

## Jízdní projev
Převodovka předřazuje jednotlivé rychlostní stupně podle předchozí řidičovy jízdy. Pokud vůz například zrychluje na 3. rychlostní stupeň 40–60 km/hod, převodovka připraví 4. stupeň. Výhodou převodovek DSG je tedy velmi rychlé řazení, zejména při konstantní akceleraci. Nevýhodou je naopak prodleva při prudké změně jízdního stylu. Pokud automobil pomalu zrychluje např. na 4. rychlostní stupeň z nízkých otáček (1500 ot/min), převodovka připraví 5. rychlostní stupeň. Pokud řidič v tuto chvíli prudce stlačí pedál akcelerátoru, dojde k tzv. kickdownu a převodovka podřadí, aby zajistila požadovanou akceleraci. Na druhé spojce se tedy musí připravit místo 5. převodu převod 3. a to zabere postřehnutelný čas. Převodovka DSG tedy samotné přeřazení provede bleskurychle, ale liší se čas potřebný na předřazení rychlostního stupně.
Jelikož rozjezdy zajišťuje konvenční spojka, uvolňovaná elektronicky, první modely převodovky DSG byly obviňovány ze škubání při pomalém popojíždění,[zdroj?] zejména v kolonách či na parkovištích. Na druhou stranu převodovka DSG nabízí mezi automatickými (i když sama je vlastně robotizovaná převodovka s dvěma spojkami) převodovkami velkou efektivitu, jelikož nedochází ke ztrátám způsobeným prokluzem měniče momentu. Jízda je velmi podobná jízdě s manuální převodovkou, jelikož kola jsou (krom přeřazování a rozjezdů) celou dobu pevně spojena s motorem.

## Problémy 7stupňových DSG převodovek
Koncern VW uvádí u svých DSG skříní olejovou náplň jako doživotní, což stojí za drtivou většinou závad. On ten olej skutečně doživotní je, ale pokud ho majitel auta nemění, tak život převodovky dost významně zkrátí. Jednak se totiž postupem času začne mazivo plnit většími i menšími částečkami kovu, které vznikají v každém mechanickém stoji, kde jsou nějaké převody. A pak je tu samozřejmě přirozené stárnutí oleje vlivem podmínek, vzdušné vlhkosti, změn teplot a podobně. Poznají to často sami řidiči, kterým když servis olejovou náplň vymění, tak hned při odjezdu mohou zaregistrovat plynulejší řazení. A jak častá by měla být výměna oleje u 7stupňového DSG? Ideální interval je  30 až 60 tisíc kilometrů jako u manuální převodovky .

## Mechatronika
Závada se ale může projevit i na mechatronice, což je část, která má na starosti ono řazení převodů. Mechatronika má u některých sedmistupňových dvouspojek svoji olejovou náplň a svůj olejový filtr. Je proto potřeba měnit olej i v ní. Na servisu se často objevují převodovky se závadou mechatroniky, běžně jde o závadu na čerpadle, kterou vám kvalitní servis se specializací na automatické převodovky dokáže opravit i na počkání. Pakliže mechatronika celá odejde, musí se samozřejmě vyměnit za novou, což je otázka několika desítek tisíc korun.

## Spojky
Samostatnou kapitolou jsou již několikrát zmíněné spojky. Ty, podobně jako spojka u manuální převodovky, podléhají opotřebení. Nejvíc jim škodí pomalé rozjezdy do kopce a popojíždění v kolonách, zkrátka situace, kdy částečně prokluzují. Při tom se totiž zahřívají a dochází k otěru, což znamená i tvorbu malých částeček. Speciální případ je DSG převodovka označená DQ200, která má spojky tzv. suché. To znamená, že nejsou v olejové lázni, která by je chladila. Výrobce tím docílil lepší účinnosti, ale za cenu nižší životnosti. Jelikož řídící jednotka převodovky DSG 7 si je vědoma toho, že není dobré nechat nechlazenou spojku prokluzovat moc dlouho, se snaží spojky co nejrychleji spínat.

## Tabulka DSG převodovek
| Označení | Uspořádání | Max. točivý moment | Spojky | Vozy |
| -------- | ---------- | ------------------ | ------ | --- |
| DQ200    | Příčné     | 250 Nm             | suché  | Tohle je první model 7° převodovky DSG, tuto převodovku mají koncernové vozy VW, jako např. VW Golf 6 1.4tsi 90 a 118 kW nebo Octavia 3 1.6tdi 77 a 85 kW. |
| DQ250    | Příčné     | 400 Nm             | mokré  | Toto je jedna z těch nejlepších a nejpoužívanějších převodovek DSG. Má ji např. VW Golf 6 GTI nebo Octavia 3 2.0tdi 110 kW (před fl), popřípadě Superb 2 3.6 fsi a Superb 3 2.0tdi 140kW. |
| DQ380    | Příčné     | 420 Nm             | mokré  | Dalo by se říct že tohle je jen menší verze DQ500, používá se od roku 2015. Používá se v silnějších vozech VAG, jako jsou Golf 7 GTI, Octavia 3 RS, Audi S3 nebo Seat León Cupra |
| DQ381    | Příčné     | 430 Nm             | mokré  | Tohle by se dalo říct že je vylepšená verze DQ380, což znamená, že je hlavně ve vozech co mají pohon 4x4, tím pádem VW Arteon R, Golf R 7 nebo také Superb 3 Sportline 2.0tsi 206kW. |
| DL382    | Podélné    | 400-500Nm          | mokré  | Model DSG, který je přímo od Audi, kde tomu říkají S-Tronic. Tato převodovka je jak pro pohon na přední tak i všechny kola systému Quattro. Má dvě varianty, které mají jenom trochu jiné označení, které dělí omezení Nm mezi 400 a 500. Tahle převodovka se používá v autech jako jsou Audi A4, A5, A6, Q5. |
| DQ500    | Příčné     | 600 Nm             | mokré  | Nejčastěji používaná v autech jako jsou VW Transporter, VW Tiguan 2.0tdi 4motion, ale taky v Passatu B8 BiTDI. |
| DL501    | Podélné    | 700 Nm             | mokré  | Audi tuto převodovku (Tip-Tronic) používá pro 6válcové modely. Takže např. pro A6 55TFSI a taky 50TDI. Má osm rychlostí. |
| DL800    | Podélné    | neuveden           | mokré  | Používá se velmi málo, a to jen ve vozech Audi R8, pouze v druhé generaci (2015-současnost), potom taky v Lamborghini Huracán. |

## Charakteristické znaky
- 6, příp. 7 dopředných rychlostních stupňů + zpátečka
- režim normální jízdy D a sportovní jízdy S
- možnost přímého řazení volicí pákou nebo pádly pod volantem – Tiptronic
- mechatronika umístěná v převodovce
- funkce hillholder – pro plynulý a bezpečný rozjezd do kopce bez popojetí vzad
- funkce autohold – udržuje zabrzděné vozidlo, aniž by řidič musel stát na brzdě
- nouzový režim – v případě závady je možno jet na první, druhý či třetí rychlostní stupeň (vzhledem k druhu závady)
- nové modely převodovek se suchou dvojspojkou (nižší tření – spotřeba, menší olejová náplň, nižší životnost, pro motory s nižší kroutícím momentem), původní s dvojspojkou v oleji (náplň cca 9 litrů oleje, pro vyšší kroutící momenty)

## Technické informace
- Počet stupňů: 6 nebo 7 + zpátečka
- Zástavba: příčná i podélná
- Hmotnost: 90 kg
- Max. točivý moment: 550 Nm
- Olejová náplň: až 9 l oleje (záleží na r.v.)

### Jízdní režimy
- Ekonomický
- Sportovní
- Manuální (Tiptronic)

## Seznam vozidel s převodovkou DSG
- Audi A4, A5, A6, A7 včetně řad "S", zpravidla možno vybrat mezi Tiptronic a S-tronic (2.0 TDI (170 hp), 3.0 TDI (204 hp, 245 hp), 4.2 TDI (271 hp, 322 hp)
- Audi A3 (1.8 TFSI 126 kW, 2.0 TDI 103 kW, 2.0 TFSI 147 kW, 3.2 183 kW,)
- Audi TT (3,2 184 kW)
- Kia Ceed facelift 2015 (DCT 6 st. u modelu 1.6 GDI 99 kW a DCT 7 st. u modelu 1.6 CRDi 100 kW)[3][nedostupný zdroj]
- Volkswagen Golf (Plus, GT, GTI, R32) (1.4 TSI 125 kW, 2.0 TSI 132 kW, 3.2 FSI 184 kW, 1.9 TDI 77 kW, 2.0 TDI 103 kW, 2.0 TDI 125 kW)
- Volkswagen Jetta (1.4 TSI 125 kW, 2.0 FSI 147 kW, 1.9 TDI 77 kW, 2.0 TDI 103 kW)
- Volkswagen Passat (3.2 FSI 184 kW, 2.0 TDI 103 kW, 2.0 TDI 125 kW)
- Volkswagen CC (3.6 FSI 220 kW, 2.0 TDI 125 kW)
- Volkswagen Polo (GTI 1.4 TSI 132 kW)
- Volkswagen Touran (1.9 TDI 77 kW, 2.0 TDI 103 kW, 2.0 TDI 125 kW)
- Seat Altea (2.0 TDI 103 kW)
- SEAT León (2.0 TDI 103 kW)
- SEAT Toledo (2.0 TDI 103 kW)
- Škoda Octavia (1.2 TSI 77 kW, 1.4 TSI 90 kW, 1.5 TSI 110 kW, 1.8 TSI 118 kW, 2.0 TSI 147 kW, 1.6 TDI CR 77 kW, 2.0 TDI CR 103 kW, 2.0 TDI CR 125 kW)
- Bugatti Veyron (speciální, sedmistupňová, upravená pro přenos většího točivého momentu)
- Škoda Superb (1.8 TSI 118 kW, 2.0 TSI 147 kW, 3.6 FSI 191 kW, 2.0 TDI CR 103 kW, 2.0 TDI CR 125 kW)
- Škoda Yeti (1.2 TSI 77 kW, 2.0 TDI CR 103 kW)
- Škoda Fabia (1.0 TSI 81 kW, 1.2 TSI 77 kW, 1.4 TSI 132 kW, 1.4 TDI 66 kW)
- Škoda Roomster (1.2 TSI 77 kW)
- Škoda Fabia RS (1.4 TSI 132 kW)
- Škoda Kodiaq
- Škoda Karoq